# 斯科特鎮區 (愛荷華州蒙哥馬利縣)
斯科特鎮區（英語：Scott Township）是位於美國愛荷華州蒙哥馬利縣的一個行政鎮區。

## 地方資料
根據2010年美國人口普查的數據，斯科特鎮區的面積為91.99平方千米，當中陸地面積為91.95平方千米，而水域面積為0.04平方千米。當地共有人口903人，而人口密度為每平方千米9.82人。